# Carole Greep
 (mai 2017).
Carole Greep, née le 29 novembre 1969, est une femme de spectacle française, auteure de théâtre, actrice, et metteuse en scène.

## Biographie
Après une première carrière dans la publicité entre 1992 et 2000 (conceptrice-rédactrice chez EuroRSCG et Young and Rubicam), Carole Greep découvre son destin d'artiste lors d'un spectacle en Avignon.
L'activité d'écriture devient son activité principale: J’aime beaucoup ce que vous faites (2000), Post-it (2005), La bombe (2008), Meilleurs vœux (2011), Du piment dans le caviar (2012, coll.), On est tous portés sur la question (2012, coll.), Tout le monde peut se tromper (2017, coll.)
Elle écrit également pour le cinéma: Merci mademoiselle (2002, court-métrage, avec Laurent Gérard et Charles Meurisse à la réalisation), 40 mg d'amour par jour (2005), et prête l'idée originale de sa pièce de 2000 au film Les meilleurs amis du monde (2010).
À la télé et à la radio, elle travaille pour plusieurs séries et émissions: Parents mode d’emploi, François Berléand, Thé ou café, et rédige des chroniques pour France Inter et Pink TV.

## Filmographie

### Scénariste
- 2010 (en coll. avec Guy Laurent et Julien Rambaldi). Les meilleurs amis du monde, avec Marc Lavoine, Pierre-François Martin-Laval, Léa Drucker. Long-métrage. Durée : 94 min. Réalisation : Julien Rambaldi. Production : Karé Productions, Gaumont, Canal+
- 2005. 40 mg d'amour par jour, avec Axelle Laffont, Serge Hazanavicius, Xavier Letourneur. Court-métrage. Durée : 17 min. Réalisation : Charles Meurisse. Production : Karé Productions, ESEC, France 3. Prix du public au Festival de Paris (« Cinéma des cinéastes »). Grand Prix "Short Cuts", Festival de Cannes, 2006
- 2002. Merci mademoiselle, avec Claire Borotra, Charles Meurisse. Court-métrage. Durée : 19 min. Réalisation :  Laurent Gérard et Charles Meurisse. Production : L'Oranger Productions. Prix du public aux Festivals de Lille et de Bordeaux

### Captation vidéo
- Carole Greep (scénario), Post-it, avec Aurélie Boquien, Juliette Galoisy, Fabienne Galloux. Adaptation et mise en scène : Karine Lyachenko. Réalisation : Michel Hassan. Captation sur dévédé de la pièce jouée au Café de la gare. Distribution: Paramount Home Entertainment France. 2006

### Programmes courts
- 2003-2005. Bonheur, bonheur, bonheur. Chronique humoristique quotidienne, avec Éric Guého. Diffusion : Pink TV  Co-auteure de la bible et des 40 premiers modules
- 2009-2010. Auteure d’une vingtaine de sketchs pour Scènes de ménage. M6
- 2010. 3 minutes cocottes, avec Éric Guého. France Inter
- 2011. Auteure pour Le comité de la claque, dans « Les scènes coupées » sur France 4
- 2012-2013. Parents mode d’emploi, saisons 1 à 5
- 2013. Auteure pour Au cabinet de François Berléand
- 2014. Thé ou café. Co-auteure de chansons pour Emmanuel Donzella, France 2 (Catherine Ceylac)

## Théâtre

### Comédienne
- 2006-2008. Mais n'te promène donc pas toute nue !, de Georges Feydeau. En alternance (voir critique du Figaro)
- 2000. C'est pas exactement un conte de fée, d'Étienne Malinger

### Auteure
- 2017 (en coll. avec Guillaume Labbé). Tout le monde peut se tromper. Mise en scène: Rodolphe Sand
- 2013 (en coll. avec Karine Dubernet). N’importe quoi. Seule-en-scène. Compagnie du café théâtre. Comédie de Paris. À l'affiche de 2013 à 2017
- 2012 (en coll. avec Rodolphe Sand et Anne Bouvier. Tout en finesse. À l'affiche de 2012 à 2017
- 2012 (en coll. avec Sébastien Azzopardi, Sacha Danino, Hervé Devolder, Clément Michel). On est tous portés sur la question
- 2012 (en coll. avec Guillaume Labbé). Du piment dans le caviar, avec Laurent Ournac et Patrick Guérineau. À l'affiche de 2012 à 2013
- 2011. Meilleurs vœux, avec Constance Labbé et Arnaud Lechien. Mise en scène: Philippe Beheydt. Théâtre Tristan Bernard, Théâtre du Gymnase. À l'affiche de 2011 à 2017
- 2008. La bombe, avec Constance Labbé. Mise en scène: Rodolphe Sand. À l'affiche de 2008 à 2015
- 2005. Post-it. Adaptation et mise en scène: Karine Lyachenko. Café de la gare. À l'affiche de 2005 à 2017
- 2003 (en coll. avec Karine Lyachenko). Seule-en-scène. Théâtre du Point-virgule, Café de la gare. À l'affiche de 2003 à 2006.
- 2000. J’aime beaucoup ce que vous faites, Théâtre Le Mélo d’Amélie, Palais des glaces (mise en scène: Xavier Letourneur). En production de 2000 à 2017

### Mise en scène
- 2007. Il fait beau, les oiseaux chantent et on va tous crever, seul-en-scène de Luc Rouzier

## Publications
- Carole Greep, Meilleurs vœux, Paris, Éd. Art et comédie, 2008, 55 p. (ISBN 978-2-84422-977-9)
- Carole Greep, La bombe, Paris, Éd. Art et comédie, 2008, 67 p. (ISBN 978-2-84422-636-5)
- Carole Greep, J'aime beaucoup ce que vous faites, Paris, Éd. Art et comédie, 2004, 74 p. (ISBN 2-84422-398-2)